# 코티도구

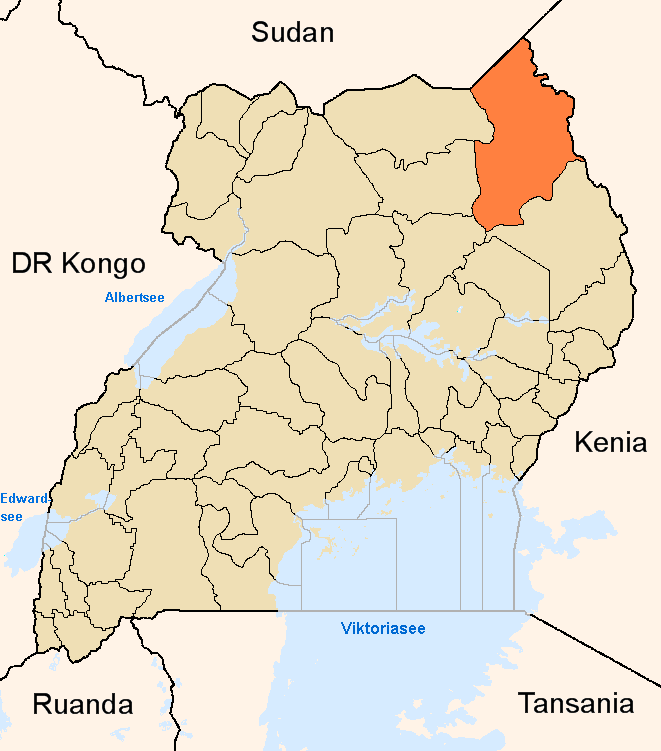
코티도 구의 위치

코티도구(Kotido)는 우간다 북동부에 위치한 구로, 행정 중심지는 코티도이며 인구는 157,765명(2002년 인구 조사 기준)이다.
행정 구역상으로는 북부 주에 속하며 1개 군(지에 군)을 관할한다. 남동쪽으로는 모로토 구, 북서쪽으로는 키트굼 구, 파데르 구와 접한다.

## 같이 보기
- 북부주 (우간다)
- 우간다의 행정 구역